# 阿賀郡
- 令制国一覧 > 山陽道 > 備中国 > 阿賀郡
- 日本 > 中国地方 > 岡山県 > 阿賀郡

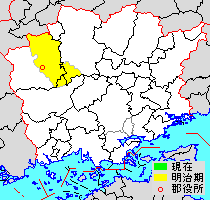
岡山県阿賀郡の位置

阿賀郡（あかぐん）は、岡山県（備中国）にあった郡。

## 郡域
1878年（明治11年）に行政区画として発足した当時の郡域は、下記の区域にあたる。
- 高梁市の一部（中井町西方・中井町津々）
- 新見市の一部（高梁川以東および千屋実・千屋花見）
- 真庭市の一部（阿口、五名、山田、宮地以南[1]）

## 歴史
古くは「英賀郡」という表記もされ、読みも上記の「あか」の他、「あが」「えか」「えが」という様々な読み方があった。明治期の郡区町村編制法施行時に「阿賀」と書いて「あか」という表記・呼び名に統一された。
律令制下では、郡衙は英賀郷（真庭市上水田周辺地区）に比定されている。英賀廃寺跡や郡衙跡とされる遺構が発見されているため、井戸鍾乳穴神社や日咩坂鍾乳穴神社といった古社がすぐ近くにあることなどが理由である。郡衙の位置は英賀郷（真庭市上水田付近）と推定されている。
元々の郡域は、新見市豊永地区周辺部・旧大佐地区周辺、真庭市旧北房町地区、高梁市中井地区などだった。後に哲多郡より現新見市の高梁川以東が割譲され編入となった。

### 近世以降の沿革
- 「旧高旧領取調帳」に記載されている明治初年時点での支配は以下の通り。●は村内に寺社領が存在。（49村）

| 知行   | 知行       | 村数 | 村名 |
| ------ | ---------- | ---- | --- |
| 幕府領 | 倉敷代官所 | 19村 | 宮地村、宇山村、東組、西組、土橋村、上組、宗貞組、下組、●赤馬村、足見村、花見村、実村、成地分、大井野村、山奥村、下呰部村、元組、赤茂組、立組 |
| 幕府領 | 旗本領     | 5村  | 小坂部村、千谷村、小南村、上永富村、下永富村                                                                                                  |
| 藩領   | 備中新見藩 | 16村 | ●新見村、馬塚村、菅生村、井原村、下熊谷村、中熊谷村、●上熊谷村、西田治部村、東田治部村、阿口村、上呰部村、五名村、山田村、西組、東組、高尾村  |
| 藩領   | 備中松山藩 | 5村  | ●西方村、津々村、上唐松村、下唐松村、正田村                                                                                                   |
| 藩領   | 伊勢亀山藩 | 4村  | 下中津井村、上中津井村、上平田村、下平田村 |

- 慶応4年5月16日（1868年7月5日） - 幕府領が倉敷県の管轄となる。
- 明治元年12月7日（1869年1月19日） - 松山藩が戊辰戦争後の処分により減封。郡内の領地が倉敷県の管轄となる。
- 明治3年（1870年） - この年までに旗本領が倉敷県の管轄となる。
- 明治4年
  - 7月14日（1871年8月29日） - 廃藩置県により、藩領が新見県、亀山県の管轄となる。
  - 11月15日（1871年12月26日） - 第1次府県統合により、全域が深津県の管轄となる。
- 明治5年6月5日（1872年7月10日） - 小田県の管轄となる。
- 明治7年（1874年） - 以下の村の統合が行われる。（37村）
  - 佐伏村 ← 東組、西組（ともに旧・幕府領）
  - 布瀬村 ← 上組、宗貞組、下組
  - 井尾村 ← 元組、赤茂組、立組
  - 永富村 ← 上永富村、下永富村
  - 田治部村 ← 西田治部村、東田治部村
  - 草間村 ← 東組、西組（ともに旧・新見藩領）
  - 平田村 ← 上平田村、下平田村
  - 成地分が実村に、千谷村が小坂部村に、中熊谷村が上熊谷村にそれぞれ合併。
- 明治8年（1875年）
  - 12月20日 - 第2次府県統合により岡山県の管轄となる。
  - 上唐松村・下唐松村が合併して唐松村となる。（36村）
- 明治9年（1876年） - 井尾村・平田村が合併して上水田村となる。（35村）
- 明治11年（1878年）9月29日 - 郡区町村編制法の岡山県での施行により、行政区画としての阿賀郡が発足。郡役所が新見村に設置。
- 明治22年（1889年）6月1日 - 町村制の施行により、以下の各村が発足。特記以外は現・新見市。（15村）
  - 新見村 ← 新見村、高尾村、馬塚村
  - 美穀村 ← 唐松村、正田村
  - 草間村 ← 草間村、足見村、土橋村
  - 豊永村 ← 宇山村、佐伏村、赤馬村
  - 刑部村 ← 小坂部村、永富村、小南村
  - 丹治部村 ← 田治部村、布瀬村
  - 上刑部村 ← 山奥村、大井野村
  - 千屋村 ← 実村、花見村、井原村
  - 菅生村（単独村制）
  - 熊谷村 ← 上熊谷村、下熊谷村
  - 中井村 ← 西方村、津々村（現・高梁市）
  - 中津井村 ← 上中津井村、下中津井村（現・真庭市）
  - 上水田村（単独村制。現・真庭市）
  - 水田村 ← 宮地村、五名村、山田村（現・真庭市）
  - 呰部村 ← 下呰部村、上呰部村、阿口村（現・真庭市）
- 明治24年（1891年）6月16日 - 新見村が町制施行して新見町となる。（1町14村）
- 明治33年（1900年）4月1日 - 郡制の施行により、下記の変更が行われる。同日阿賀郡廃止。
  - 中井村・中津井村・上水田村・水田村・呰部村の所属郡が上房郡に変更。
  - 哲多郡および阿賀郡の残部の区域をもって阿哲郡が発足。

## 行政
歴代郡長
| 代 | 氏名 | 就任年月日                | 退任年月日                | 備考                 |
| -- | ---- | ------------------------- | ------------------------- | -------------------- |
| 1  |      | 明治11年（1878年）9月29日 |                           |                      |
|    |      |                           | 明治33年（1900年）3月31日 | 分割により阿賀郡廃止 |